# Bouin (Vendée)
Bouin település Franciaországban, Vendée megyében. Lakosainak száma 2169 fő (2022. január 1.). Bouin Villeneuve-en-Retz, Les Moutiers-en-Retz, Beauvoir-sur-Mer, Bois-de-Céné és Saint-Gervais községekkel határos.

## Népesség
A település népességének változása:
| Lakosok száma | 2165 | 2152 | 2189 | 2156 | 2157 | 2156 | 2155 | 2136 | 2169 |
|               | 2013 | 2015 | 2016 | 2017 | 2018 | 2019 | 2020 | 2021 | 2022 |